# Сан Пјетро Басо (Ровиго)
Сан Пјетро Басо је насеље у Италији у округу Ровиго, региону Венето.
Према процени из 2011. у насељу је живело 93 становника. Насеље се налази на надморској висини од 0 м.